# Hudson de Souza
Hudson Santos de Souza (Sobradinho, 25 de fevereiro de 1977)  é um atleta brasileiro.
Competindo nas provas de fundo, foi medalhista de ouro nos Jogos Pan-americanos de 2003 (1500m e 5000m) e bicampeão nos 1500m nos Jogos Panamericanos de 2007, quebrando o recorde da competição, que pertencia a Joaquim Cruz. Foi tricampeão da Copa Ibero-americana nos 3000m (4 de abril de 2000).
Detém os recordes brasileiros e sul-americanos das seguindes provas:
| Prova             | Marca   | Local            | Data                 |
| ----------------- | ------- | ---------------- | -------------------- |
| 1500 metros rasos | 3m33s25 | Rieti, Itália    | 28 de agosto de 2005 |
| Milha             | 3m51s05 | Oslo, Noruega    | 29 de julho de 2005  |
| 2000 metros rasos | 5m03s34 | Manaus, Amazonas | 6 de abril de 2002   |
| 3000 metros rasos | 7m39s70 | Lausanne, Suíça  | 2 de julho de 2002   |